# دیسن بای جنگ توتبورکر
شهر دیسن بای جنگ توتبورکر در ایالت نیدرزاکسن در کشور آلمان واقع شده است.